# 岡本颯子
岡本 颯子（おかもと さつこ, 1945年2月24日 - ）は、日本の絵本作家。洋画家・岡本唐貴の娘であり、漫画家の白土三平は実兄である。

## 来歴・人物
戦時疎開先の長野県で生まれ、敗戦により帰京。武蔵野美術大学芸能デザイン科卒。絵本の仕事の他に衣装や舞台装置なども多数手掛ける。カラフルでやわらかい色使いと、こまかく描かれた道具や食べ物が特徴。

## 絵本（作・画）
- 『おばけたんぽぽ』（1975年11月/絵本のひろば18/ポプラ社）
- 『おおかみはおんなのこがすき』（1977年8月/ポプラ社のピクチャーブックス/ポプラ社）
- 『りっぱなどろぼうというものは』（1979年3月/絵本のせかい28/ポプラ社）
- 『まーるくなあれ』（1979年11月/キンダーメルヘン/フレーベル館）
- 『僕はひとりぐらしのきつねです』（1982年12月/えほんらんど/白泉社）
- 『いそいでてんとくん』（1983年1月/ぎょうせいファミーユ/ぎょうせい）
- 『おもしろいことないかな？！』（1985年2月/絵本・子どものくに/ポプラ社）
- 『おふろばのぼうけん』（1986年12月15日/こみねのえほん11/小峰書店）
- 『ワニがケーキになっちゃった』（1988年6月/絵本・おはなしのひろば24/ポプラ社）
- 『まいのくつみーつけた』（1989年1月/ひかりのくにお話絵本/ひかりのくに）
- 『1ねんでいちばんうれしい夜』（1989年11月/えほんはともだち4/ポプラ社）
- 『るすばんだいすき』（1993年2月9日/PHPにこにこえほん/PHP研究所）
- 『へんしん衣裳』（1994年5月30日/シリーズ・子どもとつくる37/大月書店）※工作本
- 『ふしぎなじどうはんばいき』（1996年7月15日/わたしのえほん/PHP研究所）
- 『ふしぎなけいたいでんわ』（1997年9月22日/わたしのえほん/PHP研究所）
- 『いつでもおなかがペッコペコ』（2005年6月/絵本のおもちゃばこ/ポプラ社）
- 『まるまるまるごといただきます』（2008年6月/絵本のおもちゃばこ/ポプラ社）
- 『はっぱのきつねさん』（2014年8月/すきっぷぶっくす/あかね書房）

## 絵本の挿絵

### かぎばあさんシリーズ
- 手島悠介・作 岩崎書店

1. 『ふしぎなかぎばあさん』（1976年12月）
2. 『かぎばあさんの魔法のかぎ』（1981年2月）
3. 『にせもののかぎばあさん』（1983年8月）
4. 『かぎばあさんは名探偵』（1985年4月）
5. 『かぎばあさんアメリカへいく』（1986年3月）
6. 『かぎばあさんへのひみつの手紙』（1987年8月）
7. 『かぎばあさんぼうけんの島へ』（1988年6月）
8. 『かぎばあさんのマンガ教室』（1989年7月）
9. 『かぎばあさんのサンタクロース』（1989年10月）
10. 『三塁打だよ、かぎばあさん』（1990年6月）
11. 『かぎばあさんのことわざ教室』（1992年1月）
12. 『親切キップだかぎばあさん』（1992年12月）
13. 『かぎばあさんのミステリ－館』（1993年12月）
14. 『かぎばあさんのファミリーレストラン』（1994年12月）
15. 『かぎばあさんの家みつけた』（1995年3月）
16. 『かぎばあさんの魔法クラブ』（1996年6月）
17. 『かぎばあさんがさらわれた』（1997年2月）
18. 『かぎばあさんともう一人のボク』（1998年2月）
19. 『かぎばあさんとペット探偵団』（1999年2月）
20. 『かぎばあさん、犯人はぼくなの』（2000年5月）

### かぎばあさんシリーズ（再発）
注記が無いものはフォア文庫版
- 『ふしぎなかぎばあさん』（1978年1月）※英語版
- 『ふしぎなかぎばあさん』（1979年10月）
- 『かぎばあさんの魔法のかぎ』（1983年7月）
- 『にせもののかぎばあさん』（1986年5月）
- 『かぎばあさんは名探偵』（1988年7月）
- 『かぎばあさんの魔法のかぎ』（1989年1月）※英語版
- 『かぎばあさんアメリカへいく』（1989年12月）※英語版
- 『かぎばあさんアメリカへいく』（1990年5月）
- 『かぎばあさんへのひみつの手紙』（1991年7月）
- 『かぎばあさんぼうけんの島へ』（1992年7月）
- 『かぎばあさんのマンガ教室』（1993年7月）
- 『ふしぎなかぎばあさん』（1994年1月）※フォア文庫愛蔵版
- 『かぎばあさんのサンタクロース』（1994年10月）
- 『三塁打だよ、かぎばあさん』（1996年5月）
- 『かぎばあさんのことわざ教室』（1997年7月）
- 『親切キップだかぎばあさん』（1998年7月）
- 『かぎばあさんのミステリー館』（1999年7月）
- 『かぎばあさんのファミリーレストラン』（2000年7月）
- 『かぎばあさんの家みつけた』（2001年9月）
- 『かぎばあさんの魔法クラブ』（2002年6月）
- 『かぎばあさんのミステリー館』（2004年2月）※フォア文庫愛蔵版

### こまったさんシリーズ
- 寺村輝夫・作 あかね書房

1. 『こまったさんのスパゲティ』（1982年7月）
2. 『こまったさんのカレーライス』（1982年10月）
3. 『こまったさんのハンバーグ』（1983年6月）
4. 『こまったさんのオムレツ』（1983年11月）
5. 『こまったさんのサラダ』（1984年9月）
6. 『こまったさんのグラタン』（1985年10月）
7. 『こまったさんのサンドイッチ』（1987年2月）
8. 『こまったさんのコロッケ』（1987年12月）
9. 『こまったさんのラーメン』（1988年12月）
10. 『こまったさんのシチュー』（1990年2月）

なお同一路線の続編として始まった『わかったさん』シリーズは絵が似ているが、永井郁子の挿絵である。

### きょうりゅうほねほねくんシリーズ
- 末吉暁子・作 あかね書房

1. 『きょうりゅうほねほねくん』（1993年6月）
2. 『ほねほねくんサーカスにいく』（1994年7月）
3. 『ほねほねくんスキーにいく』（1995年10月）
4. 『ほねほねくんの地下めいろ』（1996年12月）
5. 『ほねほねくんとなぞの手紙』（2002年12月）

### ふしぎな教室シリーズ
- 三田村信行・作 フレーベル館

1. 『36人めは誰？』（1998年7月）
2. 『真夜中のピアノ教室』（1999年7月）
3. 『先生をとりかえて』（2000年7月）
4. 『ラブレタ－大作戦』（2001年7月）
5. 『きえた学校ぼっこ』（2002年7月）

### くいしんぼうチップシリーズ
- 末吉暁子・作 あかね書房

1. 『チップのふしぎなかみひこうき』（1999年12月）
2. 『チップのぼうけんたんじょう日』（2001年12月）
3. 『チップとびっくりおばけやしき』（2003年7月）
4. 『チップとまほうのフラッペ山』（2005年2月）
5. 『チップとなぞのビー玉めいろ』（2009年2月）

### 単発もの
1960年代
- 『黒いダイヤモンド』ベルヌ・作/塩谷太郎・訳（1968年6月/ベルヌ名作全集7/偕成社）
- 『カルパチアの城』ベルヌ・作/塩谷太郎・訳（1968年11月/ベルヌ名作全集11/偕成社）
- 『隊商』ハウフ・作/塩谷太郎・訳（1969年7月10日/少年少女学研文庫15/学習研究社）

1970年代前半
- 『アレッサンドリア物語』ハウフ・作/塩谷太郎・訳（1970年/少年少女学研文庫24/学習研究社）
- 『未来をのぞく話』黒沼健・著（1970年7月5日/少年少女謎とふしぎの世界7/偕成社）
- 『ダンボールのおへや』まつやまきんじ・著（1972年7月/つくってごらん/北隆館）
- 『名探偵入門』加納一朗・著（1973年/小学館入門百科シリーズ25/小学館）
- 『きみのいきたいところ』イーディス・ネズビット・作/吉田新一・訳（1973年/現代子ども図書館15/学習研究社）

1970年代後半
- 『ひばだこがんばる』沖井千代子・作（1975年/児童文学創作シリーズ/講談社）
- 『もしもしニコラ!』シャルドネ・著/南本史・訳（1975年/あかね世界の児童文学6/あかね書房）
- 『おやゆびひめ』アンデルセン・作/大畑末吉・訳（1976年3月/学研小学生文庫/学習研究社）
- 『風にのる6年生』後藤竜二・他文（1976年3月/こどもの広場/日本児童文学者協会）
- 『こころはいつもあなたの隣』清川妙・著（1976年6月/コバルト文庫/集英社）
- 『長くつ下のピッピ』リンドグレーン・作/井上明子・訳（1976年8月/マーガレット文庫 世界の名作33/集英社）
- 『しらゆきひめ』グリム・作/八木田宜子・脚本（1976年10月/童心社の家庭版かみしばい/童心社）※12枚
- 『愛は美しいランプのひかり』清川妙・著（1976年/コバルト文庫/集英社）※表紙のみ
- 『小さな町のエプリリ』ジェーン・アボット・作/岸なみ・訳（1977年/マーガレット文庫 世界の名作46/集英社）
- 『るすばん家族』鈴木悦夫・作（1977年/3年の学習/学習研究社）※連載
- 『春の祭り』吉田とし・著/三谷明広・装丁（1977年4月/集英社文庫/集英社）
- 『るなちゃんとたまごやき』間所ひさこ・作（1977年4月/あかね幼年どうわ/あかね書房）
- 『まちのたんけん（おてつだいさせて）』鈴木悦夫・作（1977年12月/観察絵本/主婦と生活社）
- 『かいぞくまくらをおいてきなさい』（1978年/NHK創作童話）※紙芝居
- 『おかあさんとおかいもの』間所ひさこ・作（1978年/もこちゃんチャイルド21/チャイルド本社）
- 『ネコのもらったふしぎな家』手島悠介・作（1978年2月/岩崎幼年文庫/岩崎書店）
- 『いなかのぼうけん（あのまちこのまちこんにちは）』鈴木悦夫・作（1978年3月/観察絵本/主婦と生活社）
- 『バーバー・バタのちょう』寺村輝夫・作（1978年3月/秋書房）
- 『べにこはおんぶがだいすき』生源寺美子・文（1978年7月/キンダーメルヘン/フレーベル館）
- 『てん子ちゃんとアントン』ケストナー・作/小川超・訳（1979年1月/子どものための世界名作文学24/集英社）
- 『のみたろうのだいサーカス』手島悠介・作（1979年2月/はじめてのどうわ/小峰書店）
- 『いたずらおばけペレレ』手島悠介・作（1979年6月/講談社の新創作童話/講談社）

1980年代前半
- 『おばけのおはるさん』末吉暁子・作（1980年3月/秋書房）
- 『こびとのはなすけ』ハウフ・作/大島かおり・訳（1980年7月/こどものための世界名作童話/集英社）
- 『ひばだこがんばる（越原左衛門ものがたり）』沖井千代子・著（1980年11月/講談社青い鳥文庫/講談社）
- 『にんじゃやしきたんけん』谷真介・作（1980年11月/あかね創作どうわ/あかね書房）
- 『空とぶカバとなぞのパリポリ男』鈴木悦夫・作（1980年12月/文研子どもランド/文研出版）
- 『ごめんね ごめんね（お話でてこい）』（1981年/NHKファミリア/集英社）※通信販売のみ。カセットテープ付。
- 『夜のかくれんぼ』那須正幹・作（1981年1月/みんなの文学/金の星社）
  - 『夜のかくれんぼ（消えた市松人形）』（2003年9月/フォア文庫）
- 『ふしぎなおきゃく』肥田美代子・作（1981年1月/おはなしチャイルド/チャイルド本社）
- 『王さまはちびちゃんだって』木村裕一・作（1981年3月/ポプラ社の小さな童話/ポプラ社）
- 『おひさまってくいしんぼう』中島絢子・作（1981年5月/フレーベル館の幼年創作童話/フレーベル館）
- 『まほうをわすれたおたふく魔女』コルシュノウ・作/塩谷太郎・訳（1981年7月/岩崎幼年文庫/岩崎書店）
- 『よるだけまほうつかい』鈴木悦夫・文（1981年12月/小学館こども文庫 創作童話9/小学館）
- 『おばあさんどこいくの』間所ひさこ・作（1982年/もこちゃんチャイルド62/チャイルド本社）
- 『星からきた大どろぼう』手島悠介・作（1982年2月/こどもの文学館/ポプラ社）
- 『ふしぎっ子ピラコ』鈴木悦夫・作（1982年3月/こども童話館/ポプラ社）
- 『テレビのなかはひろいうみ』山脇恭・作（1982年8月/こころの幼年童話/PHP研究所）
- 『ひとりぼっちのおおかみ』山崎陽子・作（1982年8月/太平・新創作童話/太平出版社）
- 『悪魔はしっぽをかくせない』花実ありすけ・作（1984年2月/ポプラ社のなかよし童話/ポプラ社）
- 『しらゆきひめ・あかずきん』白根ゆり・文/吉田すずか・絵（1984年4月/母と子の幼稚園知育百科 名作コース/集英社）
- 『パパのおでかけ作戦三年生』日本児童文学者協会・編（1984年6月/子どものいいぶん7/ポプラ社）※表紙のみ
- 『ふしぎなパーティー屋さん』さとうまきこ・作（1984年9月/ひくまの出版幼年えほんシリーズ・あおいうみ/ひくまの出版）

1980年代後半
- 『おせっかいな腹話術師』鈴木悦夫・作（1985年9月/創作こどもの文学/小峰書店）
- 『こんばんはおばけです』さとうまきこ・作（1986年7月/スピカのおはなしえほん/教育画劇）
- 『屋根の上のゆうれい』木村桂子・作（1986年7月/ひくまの出版創作童話・はばたきシリーズ/ひくまの出版）
- 『ようちゃんにかんぱーい』まのみち子・作（1987年7月/どうわのおもちゃばこ/偕成社）
- 『カバのヒポポくん』わしおとしこ・作（1988年8月/ひさかた傑作集/ひさかたチャイルド）
- 『魔法つかいのあっぷるちゃんパパのたまごは45えん』木村裕一・作（1988年12月/ポプラ社のなかよし童話50/ポプラ社）
- 『キャプテン日記』山本静夫・作（1989年6月/ひくまの出版創作童話・はばたきシリーズ6/ひくまの出版）
- 『カバでカバンのヒポポくん』わしおとしこ・作（1989年4月/ひさかた絵本傑作集/ひさかたチャイルド）

1990年代前半
- 『ハローこんにちは』尾崎美紀・作（1990年1月/おはなしチャイルド/チャイルド本社）
- 『みか子のおふろ屋さん日記』西川夏代・作（1990年6月/ひくまの出版創作童話・はばたきシリーズ13/ひくまの出版）
- 『イレブン日記』山本静夫・作（1990年10月/ひくまの出版創作童話・はばたきシリーズ14/ひくまの出版）
- 『やっぱりカバのヒポポくん』わしおとしこ・作（1990年10月/ひさかた絵本傑作集/ひさかたチャイルド）
- 『おうさまのみみはろばのみみ』岡本一郎・文（1991年/世界の昔話7/チャイルド絵本館）
- 『おばあさんのクリスマス』香山美子・作（1991年11月/ひさかたチャイルド）
- 『そよかぜ公園の紙しばいやさん』西川夏代・作（1991年12月/ひくまの出版創作童話・はばたきシリーズ16/ひくまの出版）
- 『へんてこりんのかえりみち（1・洋平くんの巻）』山下夕美子・作（1992年10月/PHPどうわのポケット/PHP研究所）
- 『へんてこりんのかえりみち（2・ひろくんの巻）』山下夕美子・作（1993年10月/PHPどうわのポケット/PHP研究所）
- 『ぼろぱじゃま』山脇恭・作（1994年1月/おはなしチャイルド/チャイルド本社）
- 『くんぺいとだいおう』吉田道子・作（1994年3月/ぞうさんひかりのくに/ひかりのくに）
- 『へんてこりんのかえりみち（3・あゆみちゃんの巻）』山下夕美子・作（1994年9月/PHPどうわのポケット/PHP研究所）

1990年代後半
- 『じゅうにしのはなし』関根栄一・文（1995年1月/チャイルド絵本館 日本のどうぶつ昔話10/チャイルド本社）
- 『好きといえた日』みづしま志穂・作（1995年4月/新・こども文学館40/ポプラ社）
- 『まちがいだらけの言葉づかい』西本鶏介・監修（1995年4月/ポプラ社）※表紙のみ
- 『しんかんせんのぞみでくるりんぱっ！』やすいすえこ・作（1995年5月/のりものえほん10/教育画劇）
- 『へんてこりんのかえりみち（4・あこちゃんの巻）』山下夕美子・作（1996年1月/PHPどうわのポケット/PHP研究所）
- 『子犬のラッキーかんがえる』ダフィ・作/長滝谷富貴子・訳（1997年7月/おはなしフェスタ13/あかね書房）

2000年代
- 『やきそばじどうはんばいき』中村徹・作（2000年5月/たべものしかけえほん/教育画劇）
- 『ふゆごもりのくまのクークへ』やすいすえこ・作（2000年11月/教育画劇みんなのえほん/教育画劇）
- 『グリムどうわ一年生』グリム・作/斉藤洋・編著（2001年3月/新おはなし文庫/偕成社）
- 『しっぽ5まんえん』清水敏伯・作（2001年6月/ポプラ社）
- 『スプラッシュ（元気がでる童話4年生）』尾崎曜子・文（2002年4月/日本児童文学者協会編/ポプラ社）※表紙のみ
- 『魔法のスリッパ』ディック・キング＝スミス・作/三原泉・訳（2003年3月/あすなろ書房）
- 『おばけなんてないさ』中村翔子・作（2004年8月/キンダーおはなしえほん/フレーベル館）
- 『おばけのおはるさんととらねこフニャラ』末吉暁子・作（2009年4月/日本標準）※1989年に別の挿絵画家で発表のもの
- 『さよなら？』青木明節・著（2012年11月/游学社）
- 『星になった子ねずみ』手島悠介・作（2016年8月/講談社）

## 黎明期
- 童話『も吉』の挿絵（雑誌「ガロ」1964年9月創刊号掲載/文:李春子（白土三平夫人））※19歳時
- 小説『日本忍法伝』の挿絵（雑誌「ガロ」1965年1月号-1972年6月号掲載/文:佐々木守）※のちに単行本化
- 白土三平漫画作品『忍者旋風』単行本化の際、原稿紛失部分のトレース（1966年）
- 雑誌『ティーンルック』の表紙（1968年5月14日創刊号-1968年11月26日号（29号）/主婦と生活社）※『臨時増刊ティーンルック』（1968年8月30日号）含む計30冊分を担当。

## その他
- 衣装などを担当をする子ども演劇多数あり（「劇団風の子」など）
- 「岡本颯子原画展」：岩手県立図書館にて2007年4月23日-5月27日の期間開催